# 天主教諾克斯維爾教區
天主教諾克斯維爾教區（拉丁語：Dioecesis Knoxvillensis）是美國一個羅馬天主教教區，屬路易斯維爾總教區。成立於1988年3月27日。
範圍包括田納西州東部，教座位於諾克斯維爾。2010年有教友60,219人（佔轄區總人口2.6%）、四十七個堂區、六十八名司鐸。現任教區主教理查德·斯蒂卡。